# Micrastur plumbeus
O Falcão Montês Plúmbeo (Micrastur plumbeus) é uma espécie de ave de rapina da família Falconidae.
Pode ser encontrada nos seguintes países: Colômbia e Equador.
Os seus habitats naturais são: florestas subtropicais ou tropicais húmidas de baixa altitude e regiões subtropicais ou tropicais húmidas de alta altitude.
Está ameaçada por perda de habitat.